# Municipio de Ixhuatlán del Café
El municipio de Ixhuatlán del Café es uno de los 212 municipios en que se encuentra dividido el estado mexicano de Veracruz. Ubicado al centro del mismo, su cabecera es el pueblo de Ixhuatlán del Café.

## Geografía
El municipio se encuentra localizado en el centr del estado de Veracruz, en la región de las Montañas. Tiene una extensión territorial de 130.287 kilómetros cuadrados que equivalen al 0.18 % de la extensión total del estado. Sus coordenadas geográficas extremas son 18°57′ - 19°6′ de latitud norte y 96°50′ - 97°1′ de longitud oeste, y su altitud va de un mínimo de 800 a un máximo de 1900 metros sobre el nivel del mar.
El territorio municipal limita al noroeste con el municipio de Coscomatepec, al norte con el municipio de Huatusco y al este con el municipio de Tepatlaxco; al sureste limita con el municipio de Atoyac y el municipio de Amatlán de los Reyes, al sur con el municipio de Córdoba y al suroeste con el municipio de Tomatlán.

## Demografía
De acuerdo a los resultados del Censo de Población y Vivienda de 2020 realizado por el Instituto Nacional de Estadística y Geografía, la población total del municipio de Ixhuatlán del Café asciende a 23 132 personas, de las que 11 672 son mujeres y 11 460 son hombres.
La densidad poblacional es de 164.31 habitantes por kilómetro cuadrado.

### Localidades
El municipio incluye en su territorio un total de treinta y dos localidades. Las principales, considerando su población del censo de 2020 son:
| Localidad            | Población |
| Total Municipio      | 23 132    |
| Ixhuatlán del Café   | 6 946     |
| Tlamatoca Potrerillo | 3 071     |
| Ocotitlán            | 2 376     |
| Presidio             | 2 368     |
| Ixcatla              | 1 342     |
| Ixcapantla           | 1 034     |
| Álvaro Obregón       | 1 013     |

## Política

### Representación legislativa
Para la elección de diputados locales al Congreso de Veracruz y de diputados federales a la Cámara de Diputados federal, el municipio de Ixhuatlán del Café se encuentra integrado en los siguientes distritos electorales:
Local:
- Distrito electoral local de 18 de Veracruz con cabecera en Huatusco de Cuéllar.[4]

Federal:
- Distrito electoral federal 16 de Veracruz con cabecera en Córdoba.[5]